# Notes from the Underground
Notes from the Underground —en español: Memorias del subsuelo— es el tercer álbum de estudio de American rap rock Hollywood Undead. Originalmente listo para lanzar en el verano de 2012, Notes from the Underground está listo para lanzar en enero de 2013 en los Estados Unidos. El álbum llegó al # 2 en el Billboard 200 con más de 53 000 copias vendidas en su primera semana, por lo que es su álbum más gráficos hasta la fecha, a pesar de su predecesor American Tragedy vendiendo cerca de 67 000 copias en su primera semana. El álbum ha generado mezclan para recepción positiva.

## Grabación
Después de una extensa gira durante todo el 2011 para promover su segundo álbum de estudio, American Tragedy, y su primer álbum de remezclas, American Tragedy Redux, Escena Charlie anunció planes para comenzar un tercer álbum de estudio a finales de noviembre de 2011. El anuncio se produjo después de la celebración del Mundial de la gira War III con Asking Alexandria. Escena Charlie dijo que la banda comenzará a escribir y grabar demos, mientras que en el Tour Buried Alive con Avenged Sevenfold y empezar a grabar una vez que la gira concluye en diciembre de 2011. También declaró que el álbum suena más parecida a Swan Songs que American Tragedy. Al comentar sobre la diferencia en la grabación de esta vez, él dijo: "Yo diría que esta vez la etiqueta nos dio el control creativo completo. Creo que va a ser más como 'Swan Songs" que "tragedia americana". Va a ser una mezcla de ambos, quiero decir, todos crecemos como artistas, nos hacemos mayores, y hemos estado haciendo desde hace mucho tiempo, así que creo que va a ser más como 'Swan Songs "y creo que los fanes Se va a gustar mucho.
En una entrevista con Keven Skinner de The Daily Blam, Escena Charlie reveló más información sobre los detalles del álbum. Reveló que puede haber colaboraciones con artistas invitados en el álbum. "[Colaboraciones] sería impresionante. Creo que es malo hacer [a ellos] en sus registros primer par, para pedir a la gente, pero creo que el tercer disco es como el punto en el que tal vez usted puede tener alguien aparece. Creo que sería genial tener a alguien que cante un coro en una de nuestras canciones o hacer un verso. " Cuando se le preguntó acerca de las máscaras, él contestó que va a actualizar sus máscaras para el próximo álbum, así, como lo hicieron con los dos anteriores álbumes. Charlie Scene también explicó que el tercer álbum saldrá a la venta mucho antes de lo que tragedia americana era, y predice que será lanzado en el verano de 2012. "Tenemos un montón de canciones escritas y estamos escribiendo más en el camino. Hemos traído algunos equipos de estudio con nosotros por lo que hemos sido capaces de trabajar en cosas mientras estamos de gira. Después de esta gira y estamos de vuelta a casa , vamos a ser capaces de trabajar con los productores que queremos trabajar y marcar todas las cosas en que tenemos -.. esqueletos de canciones Tenemos algunas cosas realmente buenas que estamos muy contentos de trabajar con seguridad Una de las cosas que definitivamente no quiero hacer es tomar todo el tiempo que tomó para que nosotros hagamos "tragedia americana" por lo que sin duda será un tercer disco el próximo año y estamos esperando a más tardar -. verano " También explicó que el álbum suena más como Swan Songs hizo, en la línea de lo que tienen más pistas del partido de tragedia americana hizo.

## Lista de canciones
La lista de canciones álbumes se anunció el 1 de diciembre de 2012 por Loudwire.
| N.º | Título            | Escritor(es)                                                     | Producer      | Duración |  |
| 1.  | «Dead Bite»       | Daniel Murillo, George Ragan, Jordan Terrel, Jorel Decker        | Griffin Boice | 3:38     |  |
| 2.  | «From the Ground» | Jorel Decker, Matthew St. Claire, Daniel Murillo                 | Griffin Boice | 3:28     |  |
| 3.  | «Another Way Out» | Dylan Alvarez, Jordan Terrel, Daniel Murillo                     | Griffin Boice | 2:47     |  |
| 4.  | «Lion»            | Jorel Decker, Daniel Murillo, Jordan Terrel, George Ragan        | Griffin Boice | 3:54     |  |
| 5.  | «We Are»          | George Ragan, Jorel Decker, Daniel Murillo                       | Danny Lohner  | 4:34     |  |
| 6.  | «Pigskin»         | Matthew St. Claire, Dylan Alvarez, Daniel Murillo, Jordan Terrel | Sam Hollander | 2:41     |  |
| 7.  | «Rain»            | Jordan Terrel, George Ragan                                      | Griffin Boice | 3:41     |  |
| 8.  | «Kill Everyone»   | Jordan Terrel, George Ragan, Daniel Murillo                      | Griffin Boice | 2:52     |  |
| 9.  | «Believe»         | Jorel Decker, George Ragan, Daniel Murillo                       | Griffin Boice | 4:14     |  |
| 10. | «Up in Smoke»     | Dylan Alvarez, Jorel Decker, Jordan Terrel, Daniel Murillo       | Griffin Boice | 3:38     |  |
| 11. | «Outside»         | Jorel Decker, Matthew St. Claire, George Ragan, Daniel Murillo   | J-Dog         | 4:43     |  |

### Unabriged Edition
| Unabriged Edition |                   |                                                                          |               |          |  |
| N.º               | Título            | Escritor(es)                                                             | Producer      | Duración |  |
| 12.               | «Medicine»        | Jorel Decker, Dylan Alvarez, Jordan Terrel, George Ragan, Daniel Murillo | Griffin Boice | 3:26     |  |
| 13.               | «One More Bottle» | Dylan Alvarez, George Ragan, Daniel Murillo                              | Griffin Boice | 3:40     |  |
| 14.               | «Delish»          | Jorel Decker, Matthew St. Claire, Daniel Murillo, Dylan Alvarez          | Griffin Boice | 3:30     |  |

| iTunes Bonus Track |        |              |          |          |  |
| N.º                | Título | Escritor(es) | Producer | Duración |  |
| 15.                | «I Am» |              |          | 3:23     |  |

| Best Buy Bonus Tracks |                                         |              |               |          |  |
| N.º                   | Título                                  | Escritor(es) | Producer      | Duración |  |
| 15.                   | «New Day»                               |              | Griffin Boice | 3:50     |  |
| 16.                   | «We Are (J-Dog and Kiltron remix)»      |              |               | 4:36     |  |
| 17.                   | «Another Way Out (Griffin Boice remix)» |              |               | 3:07     |  |

| Japanese Edition |                                         |              |               |          |  |
| N.º              | Título                                  | Escritor(es) | Producer      | Duración |  |
| 15.              | «New Day»                               |              | Griffin Boice | 3:50     |  |
| 16.              | «We Are (J-Dog and Kiltron remix)»      |              |               | 4:36     |  |
| 17.              | «Another Way Out (Griffin Boice remix)» |              |               | 3:07     |  |
| 18.              | «I Am»                                  |              |               | 3:23     |  |

## Personal
- Charlie Scene - rap, guitarra, compositor.
- Da Kurlzz - tambores, percusión, voces, gritos, compositor.
- Danny - voces limpias, compositor.
- Funny Man - Rapping, compositor.
- J-Dog - teclados, sintetizador, piano, guitarra rítmica, rap, Gritos, compositor.
- Johnny 3 Tears - rapero, compositor, gritos.

## Charts
| Chart (2013)                            | Peak position |
| --------------------------------------- | ------------- |
| Canadá (Billboard Canadian Albums)      | 1             |
| Estados Unidos (Billboard 200)          | 2             |
| Estados Unidos (Top Alternative Albums) | 1             |
| Estados Unidos (Top Rock Albums)        | 1             |
| Estados Unidos (Top Hard Rock Albums)   | 1             |